# Grzmucin
Grzmucin – wieś w Polsce położona w województwie mazowieckim, w powiecie radomskim, w gminie Gózd. Ma status sołectwa.
Wieś jest siedzibą rzymskokatolickiej parafii św. Maksymiliana Marii Kolbego w Grzmucinie.
| SIMC    | Nazwa            | Rodzaj    |
| ------- | ---------------- | --------- |
| 0621038 | Budy-Grabie      | część wsi |
| 0621044 | Cztery Morgi     | część wsi |
| 0621050 | Grzmucin-Kolonia | część wsi |
| 0621067 | Nowina           | część wsi |
| 0621073 | Pięciomorgi      | część wsi |
| 0621080 | Święty Jan       | część wsi |
| 0621096 | Trzy Morgi       | część wsi |

W latach 1975–1998 miejscowość administracyjnie należała do województwa radomskiego.